# Municipio de Calhoun (Kansas)
El municipio de Calhoun (en inglés: Calhoun Township) es un municipio ubicado en el condado de Cheyenne en el estado estadounidense de Kansas. En el año 2010 tenía una población de 36 habitantes y una densidad poblacional de 0,15 personas por km².

## Geografía
El municipio de Calhoun se encuentra ubicado en las coordenadas 39°55′40″N 101°40′42″O / 39.92778, -101.67833. Según la Oficina del Censo de los Estados Unidos, el municipio tiene una superficie total de 232.69 km², de la cual 231,06 km² corresponden a tierra firme y (0,7 %) 1,62 km² es agua.

## Demografía
Según el censo de 2010, había 36 personas residiendo en el municipio de Calhoun. La densidad de población era de 0,15 hab./km². De los 36 habitantes, el municipio de Calhoun estaba compuesto por el 100 % blancos. Del total de la población el 0 % eran hispanos o latinos de cualquier raza.